# NGC 3021
NGC 3021 je galaksija u zviježđu Malom lavu.

## Vanjske poveznice
- SEDS: NGC 3021